# Улица Рийа
Рийа (эст. Riia tänav — Рижская улица) — улица в Тарту, от Аллеи Свободы (эст. Vabaduse puiestee), за которой имеет продолжением Нарвское шоссе (эст. Narva maantee), проходит через город от реки Эмайыги в юго-западном направлении, за улицей Аардла переходит в Рижское шоссе (эст. Riia maantee). Одна из главных улиц города.

## История
В 1911 году на выделенном по решению городских властей участке на улице было решено построить церковь Евангелическо-Лютеранского прихода.
15 сентября 1919 года в д. 2 по улице Рийа начала работать Тартуская женская гимназия — первая муниципальная гимназия.
В 1951 году на улице был открыт филиал Тартуской городской библиотеки

## Достопримечательности
- Д. 11 — Галерея Noorus Тартуской высшей школы искусства[4]
- Д. 12 — Эстонский национальный колледж обороны. Музей вооружённых сил Эстонии
- Д. 27 — церковь Святого Павла (1913—1917, архитектор Элиэль Сааринен)
- Д. 38 — Дом-музей Оскара Лутса

Памятник Ленину перед Сельскохозяйственной академией снесён

## Известные жители
- Д. 38 — писатель Оскар Лутс (с 1936 по 1953 год)[6]